# داء الخطماوات
داء الخطماوات (بالإنجليزية:  Trombiculosis أو trombiculiasis أو trombiculidiasis)‏ هو طفح تسببه لدغات سوس من الخطماوات.

## العلاج
تستخدم مضادات الحكة الموضعية التي تحتوي هيدروكورتيزون أو كالامين أو بنزوات البنزيل.
كذلك مستحضرات كابسيسين وبيروكسيد الهيدروجين فهي قد تكون فعالة أيضا.